# 古吉拉特苏丹国
古吉拉特苏丹国，即胡茶辣國，古代國家。位於今印度卡提阿瓦半島。沿海港口為古代東西方商舶所經。宋代趙汝适在《諸蕃志》有專條記述。意大利旅行家馬可·波羅於1292年後離開中國、返回意大利之時曾路過此國。

## 起源
胡茶辣國的梵文名字是Gūrjara，印度俗語為Gujjara，巴利文Gujar。今日印度的古吉拉特邦（Gujarat）即其故地。
多數學者認為古吉拉人（Gujara）是公元五世紀跟隨嚈噠人（白匈奴人）入侵西北印度。約在公元六世紀下半葉，古吉拉人黃月（梵文：Haricandra）乘笈多王朝衰弱而自立為王。王國領土在今日古吉拉特邦以北的拉賈斯坦邦（Rajastan）的佐德浦爾（Jodhpur）一帶。唐代玄奘法師遊學印度就曾到過此地，《大唐西域記》寫作「瞿折羅國」，記載其都城為「毗羅摩羅」（梵文：Bhillamāla），即今拉賈斯坦邦西部的巴爾梅爾（Balmer）。當時的瞿折羅國仍是一個內陸國家，未擴展到今日的古吉拉特邦卡提阿瓦半島。開國王者黃月信奉婆羅門教。到玄奘之時，黃月的玄孫已是信仰部派佛教說一切有部。

## 宋代的胡茶辣國
南宋的海外貿易發達，中國商人透過海路接觸到胡茶辣國。這時的胡茶剌國已不是唐代的內陸國家，已經佔有了古吉拉特邦沿岸土地。南宋《諸蕃志》一書記載當時的胡茶辣國管有百餘州，戰象四百多隻，兵馬約十萬，而且每年與大食人（阿拉伯人）做買賣。可見胡茶辣國善用海岸優勢參與東西方貿易。此時的胡茶辣國仍然敬信佛教，《諸蕃志》記載了其國貢養佛法的奢華狀況。

## 元代的胡茶辣國
馬可波羅的《東方見聞錄》記載了印度西部沿岸有一大國，其名字拼寫在各抄本略有不同：Guzarat、Gocurat、Gozarat、Guzzerat，即是胡茶辣國。該書記載此時胡茶辣國獨立自主，並不向任何國家稱臣納貢，國民是偶像教徒（非天主教、非伊斯蘭教，常指佛教、婆罗门教等印度宗教）。書中記載胡茶辣國盛產胡椒、生薑、藍靛、棉花，最暢銷的是皮革，包括山羊、黃牛、水牛、野牛、犀牛等，每年有大量外國商人到來做買賣。書中有記載胡茶辣國有很兇惡的海盜，專門打劫商旅。

## 滅亡
16世紀初，帖木兒的後人入侵印度，建立莫臥兒帝國，其勢力直捲整個印度大陸。1572—73年，莫臥兒帝國的君主阿克巴（Akbar, 1556-1605）征服了古吉拉特。

## 延伸阅读
[在维基数据编辑]
 《欽定古今圖書集成·方輿彙編·邊裔典·瞿折羅部》，出自陈梦雷《古今圖書集成》
 《明史卷三百二十六》，出自《明史》